# ساناز مرند

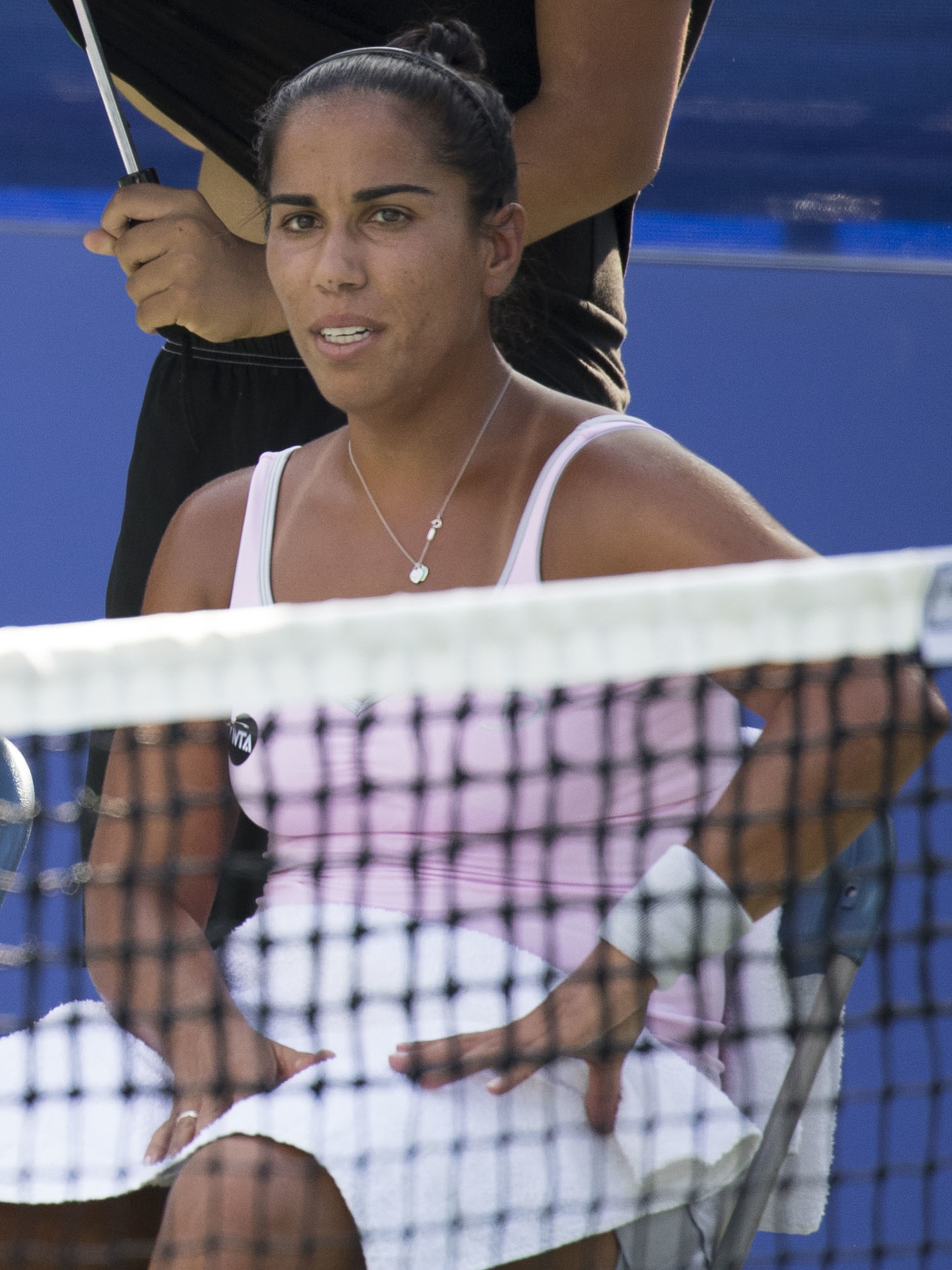
نگاره‌ای از ساناز مرند، تنیسور اهل آمریکا - ۲۰۱۶

ساناز مرند (متولد ۲۱ ژوئن ۱۹۸۸ کیتی، تگزاس) تنیسور اهل آمریکا است.
او در کارنامهٔ حرفه‌ای خود در فدراسیون بین‌المللی تنیس، یک عنوان پیروزی تک نفره و هشت عنوان پیروزی دوبل (دونفره) را در کارنامه دارد. مرند در رده‌بندی اوت ۲۰۱۴ فدراسیون تنیس، رتبه ۱۶۹ را کسب کرد.